# Luis Urbanč

Wappen von Bischof Luis Urbanč

Luis Urbanč (* 25. Juli 1958 in Buenos Aires, Argentinien) ist Bischof von Catamarca.

## Leben
Luis Urbanč empfing am 30. Mai 1982 das Sakrament der Priesterweihe.
Am 14. November 2006 ernannte ihn Papst Benedikt XVI. zum Koadjutorbischof von Catamarca. Der Erzbischof von Tucumán, Luis Héctor Villalba, spendete ihm am 10. März 2007 die Bischofsweihe; Mitkonsekratoren waren der Erzbischof von Salta, Mario Antonio Cargnello, und der Bischof von Catamarca, Elmer Osmar Ramón Miani. Am 27. Dezember 2007 wurde Luis Urbanč in Nachfolge von Elmer Osmar Ramón Miani, der aus Altersgründen zurücktrat, Bischof von Catamarca.